# Agonopterix senecionis
Agonopterix senecionis is een vlinder uit de familie grasmineermotten (Elachistidae). De wetenschappelijke naam is voor het eerst geldig gepubliceerd in 1864 door Nickerl.
De soort komt voor in Europa.